# Rewa Kantha Agency
Die Rewa Kantha Agency waren eine 1821–26 geschaffene administrative Gruppierung von indischen Fürstenstaaten, davon sechs größeren und 55 Zwergstaaten, zur Zeit der britischen Kolonialherrschaft. Im Süden grenzte sie an die Mewas, Teil des Distrikts Khandesh. Die Gesamtfläche betrug 12.877 km². Die geographische Lage war etwa zwischen 21° 23' und 23° 33' N sowie 73° 3' und 74° 20' Ost. Die Agency wurde später Teil der Western India States Agency.

## Geschichte
Die meisten der Fürstentümer, die in dieser Agency zusammengefasst waren, kamen infolge des dritten Mahrathenkriegs unter britische Kontrolle. Die Briten verpflichteten sich in mehreren Protektoratsverträgen, den Schutz der Fürsten zu übernehmen. Dies waren das Walker Settlement 1807-8 (Kathiawar), das Mahi Kantha Settlement 1811–12, das Rewa Kantha Settlement 1812–14 sowie die Verträge von Palanpur (1813) und Rhadanpur (1820).
Ein großer Teil der Bevölkerung waren Angehörige von Stammesvölkern, so genannte tribals, meist den Völkern der Bhil und Koli zugehörig. Die gesamte Region war stark von den Hungersnöten 1896-8 und 1899–1902 betroffen; einzelne Bezirke hatten Bevölkerungsrückgänge von 40–60 % zu verzeichnen. Die erste nach modernen Prinzipien durchgeführte Volkszählung 1901 ergab 479.065 Einwohner.
Die Landschaft ist hügelig, wird nach Süden hin flacher. Der Boden ist im Allgemeinen fruchtbar und erlaubt zwei Ernten im Jahr. Die wichtigsten Flüsse sind Narbadā und Mahī.
Das Gebiet wurde, nach der Unabhängigkeit Indiens, gemäß den Bestimmungen des States Reorganisation Act Teil des Bundeslandes Bombay und gehört seit 1960 zu Gujarat.

## Organisation
Der zuständige oberste britische Kolonialbeamte (agent) residierte in Godhra und war gleichzeitig für die Steuererhebung im Distrikt Panch Mahals zuständig. Die Agency unterstand der Regierung der Bombay Presidency. Der bedeutendste Staat war Rajpipla, als „Staaten 2. Klasse“ galten Bālāsinor, Chhota Udaipur, Bariya, Sunth, Lūnāvāda, und Balaimor. Deren Herrscher hatten das Recht der Blutsgerichtsbarkeit über ihre Untertanen. Am Amtssitz der Residenten, mit ihm als Vorsitzenden, gab es einen Court of Session als Obergericht.
Die Tribute wurden in Verträgen 1822–26 festgeschrieben. Bis auf drei waren alle Ländchen dem Gaekwar (G) von Baroda, zugleich oft den Briten (B), tributpflichtig. Bis 1842 wurden die administrativen Zuständigkeiten mehrmals geändert. In jenem Jahr wurde die Position des Political Agent wieder eingerichtet und die Befugnisse der Fürsten als Gerichtsherrn in verschiedene Klassen gegliedert. Die Ansprüche vieler Chiefs (Eigentümer) auf Anteile der Einnahmen von Dörfern auch außerhalb ihrer Territorien waren vielfach verflochten – entweder erbrechtlich oder zum Schuldendienst. Die Panch Mahals wurden zunächst für zehn Jahre vom Scindia der britischen Verwaltung unterstellt, die im Rahmen eines Gebietstausches 1862 endgültig die direkte Herrschaft bekamen. Zwei Jahre später wurde dieser Bezirk als eigene Einheit (1876 eigner Distrikt) von der Agency abgetrennt.
1868 kam es zum Aufstand der Naikda, die bereits 1838 rebelliert hatten, unter Führung von Joria Bhagat, der einen Gottesstaat (dharma-raj) zu errichten versuchte. Die eigentliche Rebellion organisierte Rupsing Gobar, der ein „Naikda-Königreich“ (nur teilweise in der Agency) gründete und Steuern erhob.
Der Rest teilte sich in die Sankheda Mehwās (21°49' bis 22°5' N, 73° bis 74°10' O; ca. 800 km², 27 Domänen). Die dort ansässigen Rajputen-Familien wanderten zur Zeit der Bedrohung von Pāvāgad (1482–84) durch die Truppen von Mahmud Begada des Sultanats Gujarat in die schwer zugängliche Region. Die Herren von Vajiria, Agar, Uchād und Jirāl traten zum Islam über.
Die 26 Domänen der Pāndu Mehwās bildeten mit 355 km² einen etwa 80 km langen Streifen, dem Lauf des Māhi folgend. Von den 1872 41.618 Einwohnern, die in 154 Dörfern lebten, waren über 96 % Hindus. Sieben der Ländchen standen unter indigenen chiefs vom Volke der Koli und wurden jeweils von mehreren gleichberechtigten Eigentümern verwaltet. Dorka, Raika und Anghad wurden auch als Dorka Mehās zusammengefasst. Die Koli betätigten sich von Alters her auch als Räuber und überfielen die Orte der Nachbarschaft. Schutzverträge mit den Briten wurden 1812–25 geschlossen. Die Anerkennung eines Chefs hing davon ab, ob er Tribut (üblicherweise an Baroda) zahlte.
| Land                                   | Bevölkerung (Tsd.)                                  | Fläche (km²)        | Steueraufkommen 1903/04 (Rs.) (Tribut)             | Herrschertitel, Anmerkungen |
| -------------------------------------- | --------------------------------------------------- | ------------------- | -------------------------------------------------- | --- |
| Agar                                   | 1901: 1,4                                           | 43                  | 10700 (143 G)                                      | Thākur. Gebietsverluste im 19. Jh. an jüngere Söhne der Herren von Vanmāla und Sindiapura sowie durch Verpfändung an Virpur. |
| Alwa (= Alva)                          | 1901: 0,8                                           | 13                  | 5577 (52)                                          | Thākur |
| Amrāpur                                | 1901: 0,251                                         | 5                   | 434 (155 G)                                        | 4 Eigentümer, wohl Abspaltung von Sihora, dessen Gebiet es teilt. |
| Anghat                                 | 1901: 2,2                                           | 11                  | 5181 (1433 G)                                      | 6 Eigentümer (Koli). Das Dorf wurde nach dem Sepoy-Aufstand zwangsweise in offneres Gelände verlegt, da die sich Einwohner als äußerst kämpferisch gezeigt hatten. |
| Bālāsinor (= Vādāsinor)                | 1891: 46                                            | ca. 487             | 1870er: 40000                                      | Nawab Babi |
| Bampur                                 |                                                     | 7                   | 1875: 4100 (1422 G)                                | |
| Bāriya (= Baria)                       | 1901: 81,5                                          | 2100                | 1870: 75000, 1903: 200000                          | Raja Maharawal |
| Bhādavar                               | 1891: 9,2, 1901: 8,7                                | 70                  | 35600 (14300 G)                                    | Raja. Die ehemals größere Herrschaft musste Gebiete an die muslimischen und Mahraten-Eroberer abgeben. Etliche der verbliebenen 33 Dörfer wurden wegen Schulden verpfändet. |
| Bhilodia Chhatrasinghji                | 1901: 0,732                                         | 11,5                | 5699 (933 G)                                       | |
| Bhilodia Motisinghji                   | 1901: 0,789                                         | 11,5                | 8866 (933 G)                                       | |
| Bihora                                 | 1901: 0,159                                         | < 2                 | 1643 (39 G)                                        | Thākur. Abspaltung von Vajiria. |
| Chhāliar                               | 1901: 2                                             | ca. 20              | 7562 (2616 G)                                      | Rawal. Alte Domäne von Chohān-Rajputen mit 1880 24 Dörfern und Weilern. Rājpar und Vakhtāpur sind Abspaltungen jüngerer Linien. |
| Chorāngla                              | 1891: 1,3                                           | 10                  | 5029 (73 G)                                        | Rawal. 1882 noch 41 km² mit 17 Dörfern geteilt unter 6 Eigentümern: Chorāngla mit 8 Dörfern, Deroli 1 Dorf, Sarsauda 3 Dörfer, Vardle und Timbi je 2 Dörfer sowie als Exklave das Dorf Ghelpur. |
| Chudessar                              | 1901: 1,4                                           | 4,1                 | 2695 (239 G)                                       | Die vier Dörfer unterstanden 1875 2 Chiefs und 14 weiteren sub-Eigentümern. |
| Chhota Udaipur                         | 1891: 71, 1941: 145                                 | 2252                | 1904: 215391 (7806 G), 1941: 1,1 Mio.              | Raja Maharawal |
| Devalia                                |                                                     |                     | (kein Tribut)                                      | |
| Dhāri                                  | 1901: 0,82                                          | 9,7                 | 2121 (731 G)                                       | 6 Eigentümer von 7 Dörfern. |
| Dorka                                  | 1901: 0,9                                           | 7,5                 | 4703 (850 G)                                       | Am Mahi zwischen Bhādavar und Raika. |
| Dudhpur                                | 1901: 0,11                                          | 4,5                 | 679 (27 G)                                         | Thākur |
| Gad Boriad (= Garh)                    | 1901: 3                                             | ca. 330-40          | 9377 (365 an Chotta Udaipur)                       | Thākur |
| Gotardi                                | 1901: 0,23                                          | 3 (1 Dorf)          | 478 (327 G)                                        | 1 Dorf, 3 Weiler. 4 Koli-Chiefs. |
| Itwad (= Itvād)                        | 1901: 0,84                                          | 15,5                | 1152 (462 G)                                       | 4 Eigentümer für 11 Dörfer. |
| Jesar                                  | 1901: 0,313                                         | < 4                 | 433 (116 G)                                        | 4 Eigentümer. |
| Jiral Kāmsoli                          | 1901: 0,67                                          | 13                  | 4852 (256 G)                                       | 3 Eigentümer. |
| Jumkha                                 | 1901: 0,145                                         | < 2,5 (1 Dorf)      | 335 (39 G)                                         | (Häuptling ohne Titel), am Zusammenfluss von Karad und Goma, wohl Abspaltung von Sihora |
| Kadāna                                 | 1901: 9,6                                           | 335                 | 18683 (0)                                          | |
| Kāmsoli                                |                                                     | 15½                 | 1875: 8795 (400 G)                                 | Viergeteilte Herrschaft: Moti, Nhani, Jiral und Alwa, Letzteres etwa die Hälfte der Gesamtfläche jedoch mit 67 Rs. dem niedrigsten Tribut. |
| Kanora                                 | 1901: 884                                           | < 10                | 1582 (1232 G)                                      | 8 Eigentümer, 7 Dörfer, wohl Abspaltung von Sihora |
| Kasla Pagi und Moka Pakina Muvāda      | 1901: 0,041 (!)                                     | < 2,5               | 159 (50 G)                                         | 2 Dörfer mit 5 bzw. 2 Eigentümern |
| Lunawara (= Lūnāvāda)                  | 1891: 76, 1901: 64, 1941: 95                        | 1001                | 178701 (5001 G, 9231 B)                            | Maharana |
| Litter Gothda (= Gothra)               | 1901: 0,416                                         | 3 (1 Dorf)          | 654 (155 G)                                        | Chief. 2 Dörfer mit 5 bezw. 2 Eigentümern. |
| Māndwa                                 | 1901: 4,9                                           | 18 (42,5)           | 32533 (1704 G)                                     | Rana. Mehrmals unter Zwangsverwaltung wegen Überschuldung, Hauptort am Zusammenfluss von Narmada und Orsang wichtige Pilgerstätte. |
| Mevali                                 | 1901: 0,9                                           | 13                  | 1603 (1155 G)                                      | Koli-Chiefs. 1 Dorf, 4 Weiler. |
| Mokha Pagina Muvāda                    | 1901: 0,096                                         | < 2,5               | 445 (1/Kopf G)                                     | |
| Nāngām                                 | 1901: 0,367                                         | 7                   | 1834 (995 G)                                       | |
| Nalia                                  | 1901: 0,056                                         | < 2,5               | 270 (28 G)                                         | 2 Eigentümer. |
| Nara (= Nārhāra)                       | 1901: 0,28                                          | 7                   | 96 (19 G)                                          | Zwei Teile, geteilt von Jumkha, 2 Eigentümer, 5 Dörfer. |
| Nārukot                                | 1882: 6,4; 1901: 5,6                                | 369                 | 15049 (32 G)                                       | Chief (Koli) |
| Naswadi                                |                                                     |                     | 1875: 12000 (1231 G)                               | Thākur. An beiden Ufern des Aswan. |
| Palāsni                                | 1901: 0,85, 1931: 2,7                               | 31                  | 4303 (1639 G); 1940: 35000                         | Thākur |
| Pantlavdi a) Akbar Khān, b) Kesai Khān | 1901: a) 0,18, b) 0,22                              | je 6¼ (je 3 Dörfer) | a) 2544 (127 an Rajpipla) b) 2213 (43 an Rajpipla) | Khān |
| Pāndu (Mehwas)                         | 1901: 1,15                                          | 23                  | 5798 (3762 G)                                      | 2 Chiefs und neun Sub-Eigentümer, die Muslime waren. |
| Poicha                                 | 1901: 0,74                                          | < 10                | 2163 (1155 G)                                      | Fünf Weiler am Māhi zwischen Kanora und Bhādavar, 6 Eigentümer. |
| Raika                                  | 1901: 0,48                                          | 8                   | 3609 (443 G)                                       | |
| Rājpar                                 | 1901: 0,08                                          | < 4                 | 487 (39 G)                                         | |
| Rājpīpla                               | 1872: 120, 1881: 114, 1891 und 1901: 171, 1941: 206 | 3914                | 876000 (50001 G); 1941: ca. 250000                 | Raja |
| Rāmpura                                | 1891: 0,7 1901: 1,45                                | 11,6                | 3556 (1094 G)                                      | Thākur. Abspaltung von Bhilodia. |
| Regan                                  | 1901: 262                                           | ca. 10              | 976 (355 G)                                        | 3 Eigentümer. Am Narbada. |
| Rājpar                                 | 1901: 0,08                                          | < 4                 | 487 (39 G)                                         | |
| Sanjeli                                | 1891: 3,7; 1901: 2,7                                | 87                  | 13326 (5384 B)                                     | Thākur |
| Shanor (= Sanor)                       | 1901: 1,2; 1941: 2,25                               | 29,5                | 1903: 11819 (1214 G); 1940: 30191                  | Rana (mit niederer Gerichtsbarkeit), 6 Dörfer, jüngere Linie der Herrn von Māndwa. |
| Sihora                                 | 1901: 2,6; 1941: 5                                  | 1901: 40, 1940: 50  | 16719 (3693 G); 1940: 40000                        | Thākur. Zweigeteilt, 25 Dörfer, Hauptort am Zusammenfluss vom Mesri und Māhā. |
| Sindiapura                             | 1901: 0,483                                         | ca. 10              | 2866 (44 G)                                        | Thākur |
| Sunth                                  | 1901: 59                                            | 1016                | 1872: 22000 (6108 B); 1903: 109000 (5384 B)        | Raja |
| Uchad                                  |                                                     | ca. 10              | 1875: 9000 (883 G)                                 | Im 19. Jahrhundert Gebietsverluste durch Verpfändung, 1880 noch 22 km², davon abgespaltet Virampur. |
| Umeta                                  | 1901: 3,8                                           | 94                  | 36132 (3846 G, 2402 B)                             | Thākur. Zwei Landesteile: Kaira mit 5 Dörfern, Petlād mit 7. Herrscher ein 1498 in die Gegend geflohener Parihār-Rajpute, der seine Kaste verlor. Mit acht Dörfern belehnt, nachdem er den Chief von Bilpār tötete. Ein Nachfahr half 1694 dem Chief von Umeta gegen Räuber und erhielt 4 Dörfer. 1751 Teilung unter den Peshwar und den Gaekwar, beiden tributpflichtig. Seit 1822 Tribute an die Briten, die diese an Baroda weiterleiten. |
| Vadia Virampur                         | 1901: 0,096                                         | < 2,5               | 890 (79 G)                                         | |
| Vajiria                                | 1901: 3,1                                           | 54                  | 29962 (2352 G)                                     | Thākur |
| Vakhtāpur                              |                                                     | 1880: 500 (151 G)   | < 4                                                | Abspaltung von Chhāliar, am nördlichen Ufer des Mesri. 2 Eigentümer. |
| Vanmāla                                |                                                     |                     |                                                    | |
| Varnol Māl                             | 1901: 0,42                                          | < 9                 | 1094 (65 G)                                        | Fünf Dörfer, zwischen Mewali und Sihora, wohl Abspaltung von diesem. |
| Varnoli Moti                           | 1901: 0,168                                         | < 5                 | 409 (78 G)                                         | Chief |
| Varnoli Nāni                           | 1901: 0,074                                         | < 2,5               | 346 (19 G)                                         | Chief |
| Vāsan Sewada                           | 101: 0,765                                          | 32¼                 | 4710 (885 G)                                       | Thākur |
| Vāsan Virpur                           | 1901: 2,185                                         | 32                  | 18798 (332 G)                                      | Thākur. Ursprünglich zwei Dörfer. In den 1820ern unter dem Räuberhauptmann Bāji Dāima Gebietsgewinne. Nach Bestätigung derselben konnte der Herrscher durch Geldverleihgeschäfte seine Ländereien noch auf Kosten von Uchād, Rājpipla und Agar vergrößern. |
| Vora (= Vohora)                        | 1901: 1,06                                          | ca. 8               | 6632 (605 G)                                       | Thākur |
| Zumkha (= Zamkha)                      |                                                     | < 2                 | (51 G)                                             | Chief |

Die zwischen Baroda und Chhota Udaipur umstrittenen Sub-Divisions Vāsna mit 34 Dörfern und Jhābugām mit 8 Dörfern wurden 1865–73 von den Briten für beide verwaltet. Dann wurde Vāsna an Baroda und Jhābugām Chhota Udaipur gegeben. Der zwischen Māndva und Baroda umstrittene Wallfahrtsort Chānod wurde Māndva zugeschlagen, der Gaekwar behielt jedoch die Gerichtsbarkeit.